# Katja Weimann (Volleyballspielerin)
Katja Weimann (* 1970) ist eine ehemalige deutsche Volleyballspielerin.
Katja Weimann war 31-fache Nationalspielerin für die DDR und Deutschland und wurde 1989 bei der Europameisterschaft in Deutschland mit der DDR-Auswahl Zweite. Nach der Wende spielte Weimann beim Bundesligisten TV Creglingen.